# Roberto De Zerbi
Roberto De Zerbi (Brescia, Italia, 6 de junio de 1979) es un exfutbolista y entrenador italiano. Se desempeñaba como centrocampista. Actualmente dirige al Olympique de Marsella de la Ligue 1 de Francia.

## Trayectoria

### Como jugador
Su trayectoria como futbolista comenzó en la cantera del Milan. En 1998 fue cedido al Monza.
Tras pasar por varios equipos, durante la temporada de la Serie B 2004/05 jugó como titular en el Arezzo; el año siguiente el entrenador Pasquale Marino se lo llevó al Catania, con el que De Zerbi logró el ascenso a la primera división italiana, disputando un buen campeonato.
El 27 de junio de 2006 fue transferido al Napoli, donde marcó 3 goles en 29 partidos. En la temporada siguiente, en la Serie A, no logró conseguir un puesto de titular en el club partenopeo y en enero de 2008 fue cedido a préstamo al club de su ciudad natal, el Brescia.
El 1 de septiembre de 2008 pasó a préstamo por toda la temporada de la Serie B al Avellino, donde jugó 15 partidos marcando 5 goles. El año siguiente volvió al Napoli, pero no fue integrado al primer equipo, así que el 8 de febrero de 2010 fue cedido a préstamo al CFR Cluj, que esa temporada ganó la Liga I y la Copa de Rumania; el 31 de agosto fue transferido definitivamente al club rumano, ganando otra liga rumana.
En enero de 2013, fichó por el AC Trento 1921 de la Serie D (en ese entonces, quinta categoría italiana). Fue en este club donde se retiró ese mismo año.

### Como entrenador
Se estrenó en los banquillos dirigiendo al Darfo Boario en la temporada 2013-14. Posteriormente, pasó al banquillo del Foggia Calcio, donde permaneció dos años.
En septiembre de 2016, llegó al USC Palermo de la Serie A, pero fue despedido tras sólo 3 meses en el cargo como consecuencia de los malos resultados conseguidos (una victoria, 3 empates y 9 derrotas).
En octubre de 2017, se incorporó al Benevento Calcio, recién ascendido a la Serie A. Bajo su dirección, el modesto equipo italiano consiguió su primer empate (2-2 frente al AC Milan) y su primera victoria (1-0 ante el Chievo Verona) en la élite del fútbol transalpino. Sin embargo, a pesar de la mejoría de resultados, no logró el "milagro" de mantener al Benevento en la Serie A.
En junio de 2018, se convirtió en el nuevo entrenador del Sassuolo. El modesto elenco italiano, con De Zerbi a los mandos, alcanzó una meritoria 8.ª posición en las temporadas 2019-20 y 2020-21 de la Serie A.
El 25 de mayo de 2021, tras su salida del Sassuolo, fue anunciado como nuevo técnico del Shajtar Donetsk de Ucrania para los próximos dos años. Sin embargo, el 11 de julio de 2022, el club anunció su marcha.
El 18 de septiembre de 2022, se incorporó al Brighton & Hove Albion. Sustituyó a Graham Potter con la temporada ya comenzada, lo cual no le impidió conseguir la 6.ª posición en la Premier League con los seagulls, clasificándose para una competición europea por primera vez en su historia.El 18 de mayo de 2024, el club anunció que habían llegado a un acuerdo mutuo para rescindir su contrato tras el final de la temporada 2023-24.
El 29 de junio de 2024, fue oficializado como entrenador del Olympique de Marsella hasta 2027.

## Clubes y estadísticas

### Como jugador
| Club                         | País    | Año       |
| ---------------------------- | ------- | --------- |
| → AC Monza (Cedido)          | Italia  | 1998-1999 |
| → Calcio Padova (Cedido)     | Italia  | 1999      |
| → Calcio Como (Cedido)       | Italia  | 1999-2000 |
| → Calcio Padova (Cedido)     | Italia  | 2000      |
| → US Avellino (Cedido)       | Italia  | 2000-2001 |
| → Calcio Lecco 1912 (Cedido) | Italia  | 2001-2002 |
| US Foggia                    | Italia  | 2002-2004 |
| AC Arezzo                    | Italia  | 2004-2005 |
| Calcio Catania               | Italia  | 2005-2006 |
| SSC Napoli                   | Italia  | 2006-2007 |
| Brescia Calcio (Cedido)      | Italia  | 2008      |
| US Avellino (Cedido)         | Italia  | 2008-2009 |
| SSC Napoli                   | Italia  | 2009-2010 |
| CFR Cluj                     | Rumania | 2010-2012 |
| AC Trento 1921               | Italia  | 2013      |

### Como entrenador
| Equipo                            | Div.                | Temporada           | Liga | Liga | Liga | Liga | Liga |    | Copa | Copa | Copa | Copa |   | Internacional | Internacional | Internacional | Internacional | Internacional |   | Otros | Otros | Otros | Otros |     | Totales     | Totales | Totales | Totales | Totales | Totales | Totales | Totales |
| Equipo                            | Div.                | Temporada           | PD   | G    | E    | P    | Pos. | PD | G    | E    | P    | PD   | G | E             | P             | Pos.          | PD            | G             | E | P     | PD    | G     | E     | P   | Rendimiento | GF      | GC      | Dif.    |         |         |         |         |
| --------------------------------- | ------------------- | ------------------- | ---- | ---- | ---- | ---- | ---- | -- | ---- | ---- | ---- | ---- | - | ------------- | ------------- | ------------- | ------------- | ------------- | - | ----- | ----- | ----- | ----- | --- | ----------- | ------- | ------- | ------- | ------- | ------- | ------- | ------- |
| Darfo Boario · Italia             | 4.ª                 | 2013-14             | 22   | 5    | 5    | 12   | 17.º | -  | -    | -    | -    | -    | - | -             | -             | -             | -             | -             | - | -     | 22    | 5     | 5     | 12  | 30.31%      | 26      | 38      | -12     |         |         |         |         |
| Darfo Boario · Italia             | Total               | Total               | 22   | 5    | 5    | 12   | -    | -  | -    | -    | -    | -    | - | -             | -             | -             | -             | -             | - | -     | 22    | 5     | 5     | 12  | 30.31%      | 26      | 38      | -12     |         |         |         |         |
| Foggia Calcio · Italia            | 3.ª                 | 2014-15             | 38   | 18   | 13   | 7    | 7.º  | 2  | 0    | 1    | 1    | -    | - | -             | -             | -             | -             | -             | - | -     | 40    | 18    | 14    | 8   | 56.67%      | 64      | 38      | +26     |         |         |         |         |
| Foggia Calcio · Italia            | 3.ª                 | 2015-16             | 34   | 19   | 8    | 7    | 2.º  | 10 | 6    | 2    | 2    | -    | - | -             | -             | -             | 5             | 3             | 1 | 1     | 49    | 28    | 11    | 10  | 64.62%      | 99      | 59      | +40     |         |         |         |         |
| Foggia Calcio · Italia            | 3.ª                 | 2016-17             | -    | -    | -    | -    | -    | 2  | 1    | 0    | 1    | -    | - | -             | -             | -             | -             | -             | - | -     | 2     | 1     | 0     | 1   | 50%         | 4       | 3       | +1      |         |         |         |         |
| Foggia Calcio · Italia            | Total               | Total               | 72   | 37   | 21   | 14   | -    | 14 | 7    | 3    | 4    | -    | - | -             | -             | -             | 5             | 3             | 1 | 1     | 91    | 47    | 25    | 19  | 60.81%      | 167     | 100     | +67     |         |         |         |         |
| USC Palermo · Italia              | 1.ª                 | 2016-17             | 12   | 1    | 2    | 9    | Inc. | 1  | 0    | 1    | 0    | -    | - | -             | -             | -             | -             | -             | - | -     | 13    | 1     | 3     | 9   | 15.38%      | 9       | 25      | -16     |         |         |         |         |
| USC Palermo · Italia              | Total               | Total               | 12   | 1    | 2    | 9    | -    | 1  | 0    | 1    | 0    | -    | - | -             | -             | -             | -             | -             | - | -     | 13    | 1     | 3     | 9   | 15.38%      | 9       | 25      | -16     |         |         |         |         |
| Benevento Calcio · Italia         | 1.ª                 | 2017-18             | 29   | 6    | 3    | 20   | 20.º | -  | -    | -    | -    | -    | - | -             | -             | -             | -             | -             | - | -     | 29    | 6     | 3     | 20  | 24.14%      | 31      | 62      | -31     |         |         |         |         |
| Benevento Calcio · Italia         | Total               | Total               | 29   | 6    | 3    | 20   | -    | -  | -    | -    | -    | -    | - | -             | -             | -             | -             | -             | - | -     | 29    | 6     | 3     | 20  | 24.14%      | 31      | 62      | -31     |         |         |         |         |
| Sassuolo · Italia                 | 1.ª                 | 2018-19             | 38   | 9    | 16   | 13   | 11.º | 3  | 2    | 0    | 1    | -    | - | -             | -             | -             | -             | -             | - | -     | 41    | 11    | 16    | 14  | 39.84%      | 60      | 64      | -4      |         |         |         |         |
| Sassuolo · Italia                 | 1.ª                 | 2019-20             | 38   | 14   | 9    | 15   | 8.º  | 2  | 1    | 0    | 1    | -    | - | -             | -             | -             | -             | -             | - | -     | 40    | 15    | 9     | 16  | 45%         | 71      | 65      | +6      |         |         |         |         |
| Sassuolo · Italia                 | 1.ª                 | 2020-21             | 38   | 17   | 11   | 10   | 8.º  | 1  | 0    | 0    | 1    | -    | - | -             | -             | -             | -             | -             | - | -     | 39    | 17    | 11    | 11  | 52.99%      | 64      | 58      | +6      |         |         |         |         |
| Sassuolo · Italia                 | Total               | Total               | 114  | 40   | 36   | 38   | -    | 6  | 3    | 0    | 3    | -    | - | -             | -             | -             | -             | -             | - | -     | 120   | 43    | 36    | 41  | 45.83%      | 195     | 187     | +8      |         |         |         |         |
| Shakhtar Donetsk · Ucrania        | 1.ª                 | 2021-22             | 18   | 15   | 2    | 1    | Null | 1  | 1    | 0    | 0    | 10   | 3 | 3             | 4             | FG            | 1             | 1             | 0 | 0     | 30    | 20    | 5     | 5   | 72.23%      | 64      | 26      | +38     |         |         |         |         |
| Shakhtar Donetsk · Ucrania        | Total               | Total               | 18   | 15   | 2    | 1    | -    | 1  | 1    | 0    | 0    | 10   | 3 | 3             | 4             | -             | 1             | 1             | 0 | 0     | 30    | 20    | 5     | 5   | 72.23%      | 64      | 26      | +38     |         |         |         |         |
| Brighton & Hove Albion Inglaterra | 1.ª                 | 2022-23             | 32   | 14   | 7    | 11   | 6.º  | 7  | 5    | 2    | 0    | -    | - | -             | -             | -             | -             | -             | - | -     | 39    | 19    | 9     | 11  | 56.41%      | 77      | 51      | +26     |         |         |         |         |
| Brighton & Hove Albion Inglaterra | 1.ª                 | 2023-24             | 38   | 12   | 12   | 14   | 11.º | 4  | 2    | 0    | 2    | 8    | 5 | 1             | 2             | 1/8           | -             | -             | - | -     | 50    | 19    | 13    | 18  | 46.67%      | 75      | 77      | -2      |         |         |         |         |
| Brighton & Hove Albion Inglaterra | Total               | Total               | 70   | 26   | 19   | 25   | -    | 11 | 7    | 2    | 2    | 8    | 5 | 1             | 2             | -             | -             | -             | - | -     | 89    | 38    | 22    | 29  | 50.94%      | 152     | 128     | +24     |         |         |         |         |
| Olympique de Marsella Francia     | 1.ª                 | 2024-25             | 34   | 20   | 5    | 9    | 2.º  | 2  | 1    | 1    | 0    | -    | - | -             | -             | -             | -             | -             | - | -     | 36    | 21    | 6     | 9   | 63.89%      | 79      | 48      | +31     |         |         |         |         |
| Olympique de Marsella Francia     | 1.ª                 | 2025-26             | 1    | 0    | 0    | 1    | -    | 0  | 0    | 0    | 0    | 0    | 0 | 0             | 0             | -             | -             | -             | - | -     | 1     | 0     | 0     | 1   | 0%          | 0       | 1       | -1      |         |         |         |         |
| Olympique de Marsella Francia     | Total               | Total               | 35   | 20   | 5    | 10   | -    | 2  | 1    | 1    | 0    | 0    | 0 | 0             | 0             | -             | -             | -             | - | -     | 37    | 21    | 6     | 10  | 62.17%      | 79      | 49      | +30     |         |         |         |         |
| Total en su carrera               | Total en su carrera | Total en su carrera | 372  | 150  | 93   | 129  | -    | 35 | 19   | 7    | 9    | 18   | 8 | 4             | 6             | -             | 6             | 4             | 1 | 1     | 431   | 181   | 105   | 145 | 50.12%      | 723     | 615     | +108    |         |         |         |         |
| 1. 2. 3.                          |                     |                     |      |      |      |      |      |    |      |      |      |      |   |               |               |               |               |               |   |       |       |       |       |     |             |         |         |         |         |         |         |         |

#### Resumen por competiciones
| Competición                  | Partidos | Ganados | Empatados | Perdidos | %      | Resultado                |
| ---------------------------- | -------- | ------- | --------- | -------- | ------ | ------------------------ |
| Serie D                      | 22       | 5       | 5         | 12       | 30.31% | 17.° lugar               |
| Serie C                      | 77       | 40      | 22        | 15       | 61.47% | Subcampeón               |
| Serie A                      | 155      | 47      | 41        | 67       | 39.14% | 8.º lugar                |
| Copa Italia Serie C          | 9        | 4       | 3         | 2        | 55.55% | Campeón                  |
| Copa Italia                  | 12       | 6       | 1         | 5        | 52.78% | Octavos de final         |
| Liga Premier de Ucrania      | 18       | 15      | 2         | 1        | 87.03% | Anulado                  |
| Copa de Ucrania              | 1        | 1       | 0         | 0        | 100%   | Octavos de final         |
| Supercopa de Ucrania         | 1        | 1       | 0         | 0        | 100%   | Campeón                  |
| Premier League               | 70       | 26      | 19        | 25       | 46.19% | 6.º lugar                |
| FA Cup                       | 8        | 6       | 1         | 1        | 79.17% | Octavos de final         |
| EFL Cup                      | 3        | 1       | 1         | 1        | 44.44% | Dieciseisavos de final   |
| Ligue 1                      | 35       | 20      | 5         | 10       | 61.9%  | Subcampeón               |
| Copa de Francia              | 2        | 1       | 1         | 0        | 66.67% | Treintaidosavos de final |
| Liga de Campeones de la UEFA | 10       | 3       | 3         | 4        | 40%    | Fase de grupos           |
| Liga Europa de la UEFA       | 8        | 5       | 1         | 2        | 66.67% | Octavos de final         |
| TOTAL                        | 431      | 181     | 105       | 145      | 50.12% | 2 Títulos                |

## Palmarés

### Como jugador

#### Campeonatos nacionales
| Título          | Club      | País    | Año  |
| --------------- | --------- | ------- | ---- |
| Serie C2/C      | US Foggia | Italia  | 2003 |
| Liga I          | CFR Cluj  | Rumania | 2010 |
| Copa de Rumania | CFR Cluj  | Rumania | 2010 |
| Liga I          | CFR Cluj  | Rumania | 2012 |

### Como entrenador

#### Campeonatos nacionales
| Título               | Club             | País    | Año  |
| -------------------- | ---------------- | ------- | ---- |
| Copa Italia Serie C  | Foggia Calcio    | Italia  | 2016 |
| Supercopa de Ucrania | Shakhtar Donetsk | Ucrania | 2021 |